# Moviment helicoïdal

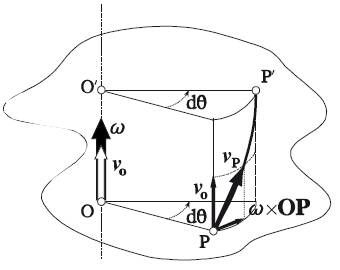
Figura 1

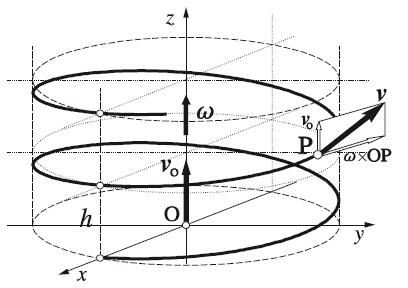
Figura 2

El  moviment helicoïdal  és un moviment roto-translació que resulta de combinar un moviment de rotació al voltant d'un eix donat amb un moviment de translació al llarg d'aquest mateix eix, el resultat és un moviment helicoïdal. En aquestes condicions, l'eix esmentat rep el nom d'eix instantani de rotació i lliscament del sòlid rígid.
Siguin  v   O  la velocitat de translació i  ω  la velocitat angular de rotació del sòlid rígid. La velocitat d'un punt genèric P, pertanyent al sòlid i que no està situat sobre l'eix de rotació (Figura 1), ve donat per
{\displaystyle \mathbf {v} _{\text{P}}=\mathbf {v} _{\text{O}}+\mathbf {\omega } \times {\overrightarrow {\text{OP}}}\qquad [1]}
Com el vector 
{\displaystyle \mathbf {\omega } \times {\overrightarrow {\text{OP}}}}
 resulta ser perpendicular a ω i, per tant, a  v   O , la velocitat del punt P és la suma de dos vectors perpendiculars entre si, el  v   O , paral·lel a l'eix i el

{\displaystyle \mathbf {\omega } \times {\overrightarrow {\text{OP}}}}
, associat a la rotació, perpendicular a l'eix i que depèn de la posició del punt P respecte a aquest eix.
Si tant  v   O , com ω són independents del temps (translació i rotació uniformes), el punt P descriu una trajectòria que és una corba guerxa anomenada hèlix (Figura 2), l'eix és la recta suport de ω, i el moviment del sòlid s'anomena  helicoïdal uniforme .
El  pas de l'hèlix  estarà donat per
{\displaystyle H=v_{\text{0}}T=2\pi {v_{\text{0}} \over \omega }\qquad [2]}
Observeu que en el moviment helicoïdal l'eix actua com a eix de rotació i lliscament, ja que el sòlid rígid, alhora que gira entorn de l'eix es trasllada o llisca al llarg d'aquest. Si són  v  O ( t ) i ω ( t ) (ii, funcions del temps), el moviment segueix sent helicoïdal, però tant l'eix de rotació i lliscament com el pas de l'hèlix variaran en el transcurs del temps.